# Николай Воденичаров – Никеца
Николай Лъчезаров Воденичаров, известен с артистичния си псевдоним Никеца, е български певец, композитор, актьор и инструменталист (китара и бас).

## Биография
Воденичаров е роден на 7 октомври 1985 г. в София. Започва да свири на китара от 13 годишен. Композира песни от 15 години и е вокалист на група Casual Threesome от 2010 г. През 2012 година обикаля Обединеното Кралство и пее в Лондон, Рединг, Нотингам, Бат в продължение на 12 месеца.
През 2019 година участва в „Гласът на България“, като стига до финал и става любимец на съдиите и публиката. След участието си в телевизионния формат, получава множество покани за различни проекти- концерти, театри, фестивали. Започва активни изяви в България, пее в различни градове в страната. Работи с известни български музиканти, композитори и актьори върху съвместни колаборации. Някои от лицата с които има общи проекти са Иван Лечев, Росен Ватев, Владимир Михайлов, Юлия Йорданова /Керана/, Цвети Пеняшки, Константин Кацаров, Димо Стоянов /P.I.F./, Милица Гладнишка, Михаил Йосифов, Вилислав Стоянов, Мирослав Иванов. През 2020 година е поканен да изпълни главната роля- Исус Христос в мюзикъла „Исус Христос Суперзвезда” на Държавна опера Пловдив с режисьор Веселка Кунчева. Предстои издаване на първи солов албум през 2024 г.

## Артистична кариера

### Телевизия
- „Гласът на България“ (2019)

### Опера
- „Исус Христос суперзвезда“ (2021/2022/2023/2024)

### Театър
- „Майстора и Маргарита“ (2022)
- „Мелофобия“ (2023)[2]

### Кино
- Озвучаване на анимационен филм: „Тролчета: Бандата се събира“ (2023)

## Музикална кариера

### Колаборации
- Honey – feat. RXDI (2014)
- „Дойдох да те взема“ – feat. Иван Лечев, Росен Ватев  (Номер 1 в продължение на 2 седмици в класацията за 30те най-нови песни на Z-Rock радио) (2021)
- „Някой пред който“ – feat. Иван Лечев, Ивайло Петров "Пифа", Мартин Стоянов "Мартист" (2022)

### Соло
- „Мирна“ (2016)
- Violet (2019)
- Religion of Sincerity (2022)
- Whiskey and Champagne (2022)
- Girl, I Wanna be Your Girl (2023) (Reynaers 30, Топ 5 в класацията за 30те най-нови песни на Z-Rock радио)

### Вокалист
- Гост вокалист на група Dirty Purchase
- Вокал и басист на група Casual Threesome. Първи студиен албум „Casualties“ издаден през 2021г. който съдържа 13 авторски песни в жанр алтернативен рок
- Два пъти гост певец на група Тангра (2022/2023)
- Гост певец на група P.I.F. (2021/2022/2023)
- Гост певец на турнето на Владимир Михайлов "The Winner Tour" (2023)

### Участия във фестивали
- Sofia Summer Festival Архив на оригинала от 2023-11-09 в Wayback Machine. (2022/2023)